# Oefentherapie
Oefentherapie is het teweegbrengen van spiercontracties en bewegingen van het lichaam, om zo het functioneren van een persoon te verbeteren zodat deze de activiteiten van het dagelijkse leven kan (blijven) uitvoeren.
Oefentherapie bestaat uit gerichte mobiliserende, stabiliserende, spierversterkende oefeningen en oefeningen en advies gericht op houdingscorrectie en het verbeteren van bewegingsgewoonten.
Oefentherapie wordt gegeven door Oefentherapeuten Cesar en Mensendieck en door fysiotherapeuten.
Hoewel de fysiotherapeut ook oefeningen geeft, en dit oefentherapie noemt, wordt bij fysiotherapie ook gebruikgemaakt van andere technieken en hulpmiddelen zoals massage, ultrageluid, tractie e.d. en wordt de oefentherapie vaak met behulp van fitnessapparatuur gegeven.
Hierin schuilt een wezenlijk verschil met de benadering door oefentherapeuten (Mensendieck en Cesar). Deze therapieën zijn een doe-het-zelf therapie bij uitstek waarbij in principe geen andere hulpmiddelen of apparaten nodig zijn.
Het grote verschil met de fysiotherapie is dat oefentherapie er op gericht is om inzicht te verkrijgen in de bewegingsklachten. Zodat door middel van een ander bewegingsgedrag, nieuwe of terugkerende klachten in de toekomst kunnen worden voorkomen. Dus naast het verhelpen van de klachten aan het bewegingsapparaat gaat er ook een preventieve werking uit van de oefentherapie.
De beroepsorganisatie van oefentherapeuten in Nederland is de Vereniging van Oefentherapeuten Cesar en Mensendieck (VvOCM).